# Subdukcija
Subdukcija je u geologiji proces uranjanja, ili tonjenja jedne litosferne ploče pod drugu. Suprotno tome, nasjedanje jedne litosferne ploče na drugu naziva se obdukcijom (geološki pojam, za razliku od obdukcije u medicini). 
Kako litosferne ploče na kojima su kontinenti već imaju manju specifičnu gustoću (težinu) od onih koje su pretežno prekrivene oceanima, kroz povijest zemlje je uvijek dolazilo do velikih subdukcija morskog dna. Lakše kontinentalne ploče ostajale su gore, dok su teže tonule i uranjale pod njih i bivale ponovo rastaljene pod zemljinom korom. Pri tome, dolazi do djelomičnog uzdizanja gornje ploče i do potresa zbog trenja u području subdukcije.
Mjestimično, uvijek u manjem obujmu, se može dogoditi da dio ploče koja tone "nasjedne" na ploču pod koju inače uranja ostali dio ploče. Pri tome, dijelovi morskog dna ostaju na rubovima kontinenata kao jedan vid obdukcije.
Posljedica subdukcije je nastajanje novog tla, oceanske kore, na mjestima gdje se tektonske ploče odmiču jedna od druge i nastaju pukotine koje se najčešće zovu oceanski jarci. 
Na taj se način morsko dno neprekidno obnavlja tako da ne postoji niti jedno mjesto na nekoj oceanskoj tektonskoj ploči starije od 200 mil. godina.
Prema drugim hipotezama, u slučajevima kada su rubovi kontinenata dugi više stotina kilometara, jer je kontinent duboko utisnut u zemljinu koru pa subdukcija nije moguća, dolazi do međusobnog sudaranja ploča pa se na rubovima stvaraju nabori, nabrano gorje. 